# Bincheng
Der Stadtbezirk Bincheng (滨城区,  Bīnchéng Qū) ist ein Stadtbezirk in der ostchinesischen Provinz Shandong. Er gehört zum Verwaltungsgebiet der bezirksfreien Stadt Binzhou. Er hat eine Fläche von 1.041 km² und zählt 682.717 Einwohner (Stand: Zensus 2010). Er ist Zentrum und Sitz der Stadtregierung.

## Administrative Gliederung
Auf Gemeindeebene setzt sich der Stadtbezirk aus elf Straßenvierteln, zwei Großgemeinden und zwei Gemeinden zusammen. 